# Eupelmus neococcidis
Eupelmus neococcidis är en stekelart som beskrevs av Peck 1951. Eupelmus neococcidis ingår i släktet Eupelmus och familjen hoppglanssteklar. Inga underarter finns listade i Catalogue of Life.